# St. Petri (Jechaburg)

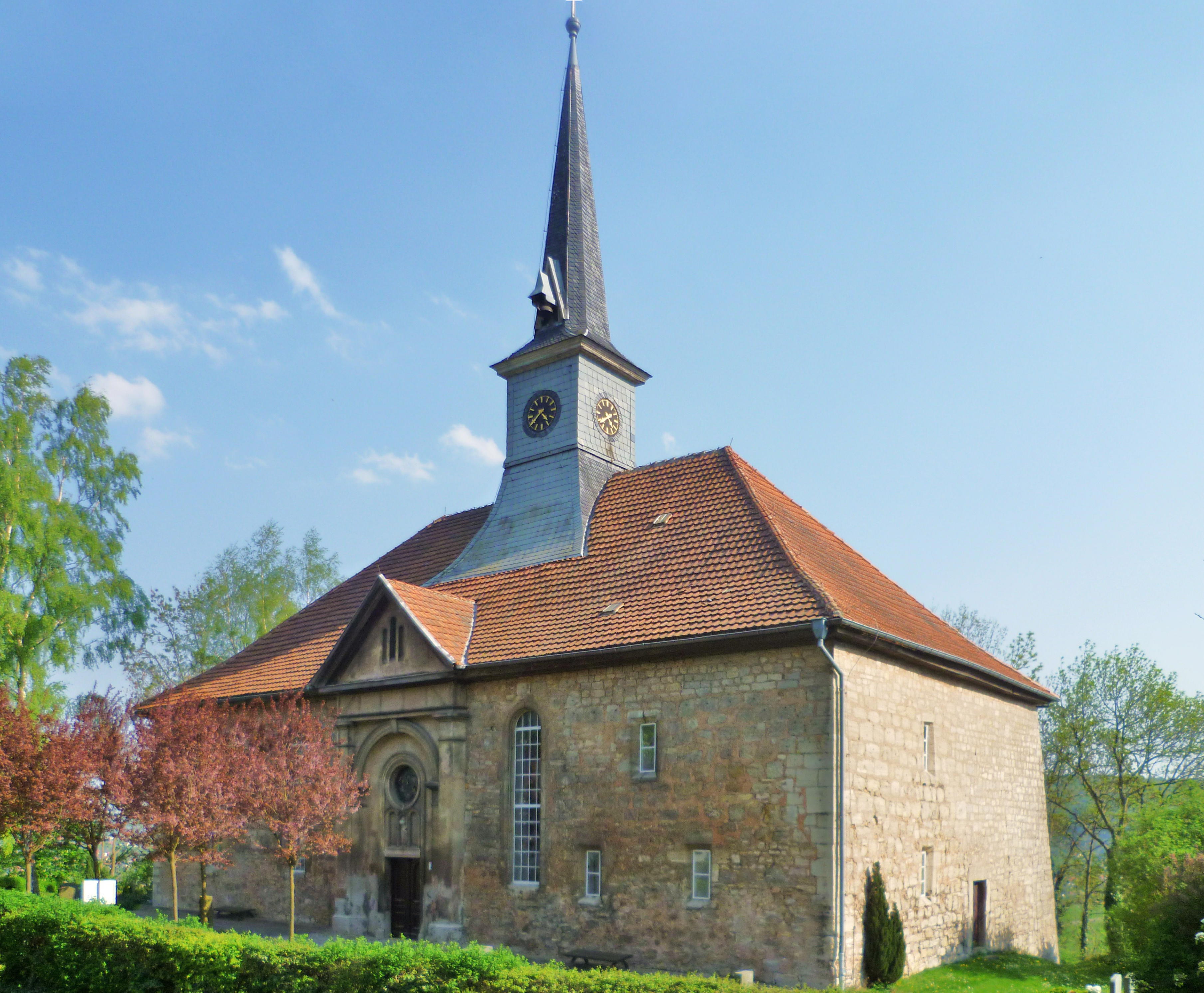
St. Petri

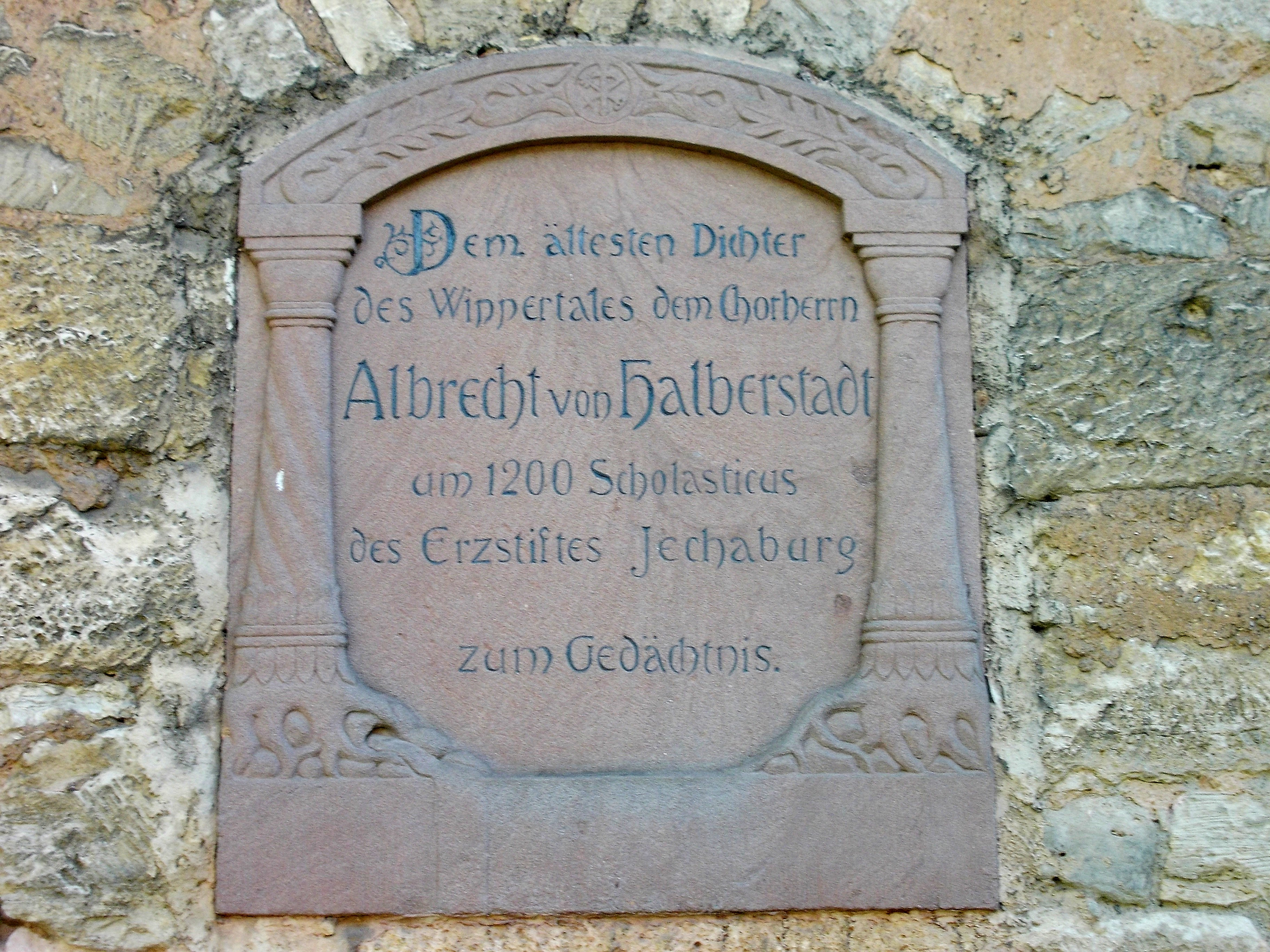
Gedenktafel für Albrecht von Halberstadt an der Nordostfassade der Kirche

Die evangelische Kirche St. Petri steht im Stadtteil Jechaburg der Kreisstadt Sondershausen im Kyffhäuserkreis in Thüringen.

## Geschichte
In Jechaburg bestand ursprünglich ein Kloster bzw. ein Kollegiatstift. Der Wormser Bischof Eberwin I. von Cronberg († 1303) war 1299, bei seiner Wahl, hier Stiftspropst.
1552 wurde das Dekanat unter Graf Günther XL. von Schwarzburg evangelisch; das Kloster wurde säkularisiert. Vom Domherrenstift bestehen noch Ruinenreste. Die Steine von Kloster und Stiftskirche dienten als Baumaterial für Häuser in Jechaburg und Sondershausen.
An der heute noch erhaltenen Ecke des alten Stiftsturms baute man die jetzige kleine Kirche. Das Gebäude ist sanierungsbedürftig einschließlich Kirchenglocken und Elektroanschluss. Das Läuten der Glocken könnte Schäden verursachen.